# غلاف المشتري المغناطيسي

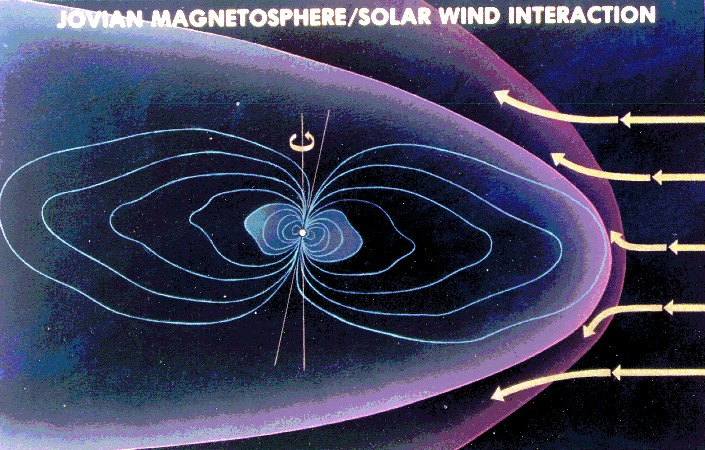

غلاف المشتري المغناطيسي أو الغلاف المغناطيسي للمشتري هو الغلاف المحيط بكوكب المشتري الناشئ عن مغناطيسية الكوكب والذي يتأثر بالرياح الشمسية. وهو يمتد إلى نحو 7 مليون كيلومتر في اتجاه الشمس ويصل تقريبا حتى كوكب زحل الذي يواجهه هو الآخر بغلافه المغناطيسي ولكن مع اختلاف قطبيتيهما. وقد بيّنت القياسات أن المجال المغناطيسي للمشتري هو أشد المجالات المعناطيسية بين كواكب المجموعة الشمسية. ومجاله المغناطيسي هذا هو الأكبر حجما بعد مجال الشمس، ويبلغ نحو عشرة أضعاف المجال المغناطيسي للأرض في حين أن عزمة المغناطيسي يبلغ نحو 18.000 مرة أشد من العزم المغناطيسي للأرض. وقد درس الغلاف المغناطيسي للمشتري أول مرة بواسطة مراقبة اشعاعه للموجات الرايوية في نهاية السنوات الخمسينية من القرن الماضي، ثم قام مسبار الفضاء بيونير 10 عام 1973 بقياسه أثناء مروره بالقرب من المشتري.
ينشأ المجال المغناطيسي للمشتري بواسطة تيارات كهربية تنساب في المشتري في غلاف قلبة الذي لحتوي على هيدروجين المعدني (أي الهيدروجين الصلب النقي). ومن المعروف أن قمر المشتري المسمي إيو لا زال له نشاط بركاني، وتتصاعد منه كميات كبيرة من ثاني أكسيد الكبريت في صورته الغازية إلى الفضاء مكونة حلقة عازية حول الكوكب. ويؤثر المجال المغناطيسي للمشتري على تلك الغازات فتجعلها تدور بنفس سرعة المشتري، وتشحن الحلقة الغازية المجال المغناطيسي للمشتري بالبلازما، مما يجعلها تمتد إلى شكل حلقي بسميه العلماء القرص المغناطيسي.
وفي الواقع يتكون المجال المغناطيسي في أجواء المشتري أولا بفعل دورانه حول نفسه ووكذلك تحت تأثير البلازما الصادرة من قمره إيو، أكثر عن تكوينه بفعل الريح الشمسية كما هو الحال بالنسبة للأرض. وتعمل التيارات الشديدة التي تنساب في جو المشتري على تكون هالة عند قطبي المشتري تصدر موجات كهرومغناطيسية بدرجات مختلفة بحيث يظهر المشتري كما لو كان نباضا راديويا ضعيفا. وقد شوهدت الهالة للمشتري في جميع مناطق طيف الموجات الكهرومغناطيسية نما فيها الأشعة تحت الحمراء، والضوء المرئي والأشعة فوق بنفسجية وكذلك الأشعة السينية الضعيفة.
يقوم عمل الغلاف المغناطيسي علي حصر وزيادة سرعة الجزيئات، والذي ينتج عنه إنشاء أحزمة كثيفة من الاشعاعات تشبه أحزمة فان الين التابعة لكوكب الأرض، ولكنها أشد الاف المرات. يؤثر تفاعل الجزيئات النشطة مع أسطح أكبر أقمار المشتري علي الخصائص الفيزيائية والكيميائية بشكل كبير. تؤثر هذه الجزيئات وتتأثر بحركة الجزيئات ضمن النظام الحلقي الضعيف للكواكب التابعة لكوكب المشتري. وتشكل أحزمة الإشعاع خطر كبير علي المركبات الفضائية وربما علي رواد الفضاء أيضا.

## البنية
الغلاف المغناطيسي للمشتري هو بنية مركبة يضم انحناء صدمي، وغمد مغناطيسي، وفاصل مغناطيسي، وذيل مغناطيسي، وقرص مغناطيسي، وغيرهم من العناصر. نشأ الحقل المغناطيسي حول المشتري من عدة مصادر مختلفة، والتي تشمل انتشار السوائل في محور الكوكب (الحقل الداخلي)؛ والتيارات الكهربائية في البلازما، والتي تحيط بكوكب المشتري؛ والتيارات المتدفقة علي حدود الغلاف المغناطيسي للكوكب. إن الغلاف المغناطيسي مثبت في بلازما الرياح الشمسية، التي تحمل الحقل المغناطيسي بين الكواكب.

### الحقل المغناطيسي الداخلي
يتولد معظم الحقل المغناطيسي للمشتري، مثل كوكب الأرض، بواسطة دينامو داخلي، والذي يدعمه انتشار سائل يوجهه في اللب الخارجي. ولكن في حين أن لب الأرض مصنوع من الحديد والنيكل، يتكون لب المشتري من هيدروجين فلزي. كما هو الحال مع الحقل المغناطيسي لكوكب الأرض، فإن الحقل المغناطيسي للمشتري هو في معظمه ثنائي القطب؛ قطبين مغناطيسيين شمالي وجنوبي في نهاية كل محور مغناطيسي. ولكن، علي كوكب المشتري، يقع القطب الشمالي لثنائي القطب في نصف الكرة الشمالي للكوكب، ويقع القطب الجنوبي لثنائي القطب في نصف الكرة الجنوبي للكوكب. علي عكس كوكب الأرض، فيقع القطب الشمالي في نصف الكرة الجنوبي، ويقع القطب الجنوبي في نصف الكرة الشمالي. يحتوي حقل المشتري أيضا علي رباعي وثماني أقطاب ومكونات أعلي، بالرغم من أنها أقل قوة من عُشر العنصر ثنائي القطب.
يميل ثنائي القطب تقريبا 10° من محور دوران كوكب المشتري؛ وهي تشبه الإمالة نفسها لكوكب الأرض (11.3°). تبلغ قوة المجال الاستوائي 428 بقياس تسلا (4.28 بقياس جاوس)، والتي تتوافق مع العزم المغناطيسي لثنائي القطب البالغ نحو 1.56 × 1020 تسلا متر مكعب. هذا ما يجعل الحقل المغناطيسي لكوكب المشتري أقوي عشرة مرات الحقل المغناطيسي للأرض، وزعمه المغناطيسي أكبر حوالي 18,000 مرة. يدور الحقل المغناطيسي للمشتري بنفس سرعة المنطقة تحت غلافه الجوي بمدة تبلغ 9 ساعات و55 دقيقة. ولا يوجد ملاحظات عن تغيرات في قوته أو بنيته منذ القياسات الأولي التي أتخذتها المركبة الفضائية الرائدة في منتصف العقد 1970.

### الحجم والشكل
يمنع الحقل المغناطيسي الداخلي لكوكب المشتري الرياح الشمسية، وهي تيار من الجزيئات الآيونية منبعثة من الشمس، من التفاعل المباشر مع غلاف المشتري الجوي، وبدلا من ذلك يحجبه بعيدا عن الكوكب، وينشأ تجويف في تدفق الرياح الشمسية علي نحو فعال والذي يسمي الغلاف المغناطيسي، يتألف من بلازما تختلف عن بلازما الرياح الشمسية. الغلاف المغناطيسي جوفيان (أي المتعلق بكوكب المشتري) كبير للغاية، فتستطيع الشمس وهالتها المرئية التكيف داخله مع وجود مساحة احتياطية. إذا كان بإمكان أحد أن يراه من كوكب الأرض، سيبدو أكبر خمسة أضعاف من حجم البدر في السماء، بالرغم من كونه بعيدا بنحو حوالي 1700 مرة.
كما هو الحال مع الغلاف المغناطيسي لكوكب الأرض، يسمي الحد الذي يفصل بين بلازما الرياح الشمسية الأكثر كثافة وبرودة من البلازما الأقل كثافة وبرودة ضمن الغلاف المغناطيسي لكوكب المشتري بالفاصل المغناطيسي. تقدر المسافة بين الفاصل المغناطيسي ومركز الكوكب بحوالي من 45 إلي 100 RJ (حيث RJ=71,492 كيلو متر وهو نصف قطر المشتري) في النقطة الواقعة تحت الشمس مباشرة-نقطة غير ثابتة توجد علي السطح تظهر الشمس خلالها بصورة مباشرة فوق رأس المشاهد. يعتمد موضع الفاصل المغناطيسي علي الضغط المبذول من قبل الرياح الشمسية، والتي بدورها تعتمد علي النشاط الشمسي. يقع أمام الفاصل المغناطيسي (علي مسافة بين 80 و 130 RJ من مركز الكوكب) الانحناء الصدمي، وهي اضطرابات تشبه الصحوة في الرياح الشمسية الناجمة عن تصادمها مع الغلاف المغناطيسي. تسمي المنطقة بين الانحناء الصدمي والفاصل المغناطيسي بالغمد المغناطيسي.

فكرة فنان للغلاف المغناطيسي، حيث تشير كرة البلازما (7) الي قطاع ونتوء البلازما

علي الجانب الآخر من الكوكب، تمدد الرياح الشمسية خطوط الحقل المغناطيسي للمشتري إلي ذيل مغناطيسي زائد وطويل، والذي يمتد أحيانا إلي ما بعد مدار كوكب زحل. تشبه بنية ذيل الغلاف المغناطيسي لكوكب المشتري ذيل الغلاف المغناطيسي لكوكب الأرض. فهو يتكون من فصين (المناطق الزرقاء في الصورة)، حيث يشير الحقل المغناطيسي في الفص الجنوبي إلي كوكب المشتري، ويشير الآخر في الفص الشمالي بعيدا عن الكوكب. ينفصل الفصين بواسطة طبقة رفيعة من البلازما تسمي قطاع التيار الذيلي (طبقة برتقالية اللون في المنتصف). مثل كوكب الأرض، ذيل جوفيان هو قناة تتسلل من خلالها البلازما الشمسية إلي المناطق الداخلية للغلاف المغناطيسي، حيث تحترق وتتشكل الأحزمة الإشعاعية علي مسافة أقرب من 10 RJ من كوكب المشتري.
يقوم قطاع التيار المحايد بتثبيت شكل الغلاف المغناطيسي للمشتري المذكور أعلاه (والمعروف أيضا باسم تيار الذيل المغناطيسي)، والذي يتدفق مع دوران كوكب المشتري خلال ذيل قطاع البلازما، والتيارات الذيلية، والتي تتدفق عكس دوران المشتري علي الحد الخارجي للذيل المغناطيسي، وتيارات الفاصل المغناطيسي (أو تيارات تشابمان فيرارو)، والتي تتدفق عكس الدوران علي طول الجانب النهاري للفاصل المغناطيسي. تشكل هذه التيارات الحقل المغناطيسي الذي يلغي الحقل الداخلي خارج الغلاف المغناطيسي. بالإضافة إلي تفاعلهم الفعلي مع الرياح الشمسية.
ينقسم الغلاف المغناطيسي لكوكب المشتري تقليديا إلي ثلاثة أجزاء: الغلاف المغناطيسي الداخلي، والمتوسط، والخارجي. يقع الغلاف المغناطيسي الداخلي علي مسافة أقرب من 10 RJ من الكوكب. يبقي الحقل المغناطيسي الذي بداخله تقريبا ثنائي القطب، وذلك لأن مساهمات التيارات المتدفقة في قطاع بلازما الغلاف المغناطيسي الاستوائية ضئيلة. وفي وسط (ما بين 10 و 40 RJ) وخارج (أبعد من 40 RJ) الاغلفة المغناطيسية، ليس الحقل المغناطيسي ثنائي القطب، بالإضافة إلي تزعزعه للغاية بسبب تفاعله مع قطاع البلازما (انظر إلي القرص المغناطيسي في الأسفل).

### دور آيو

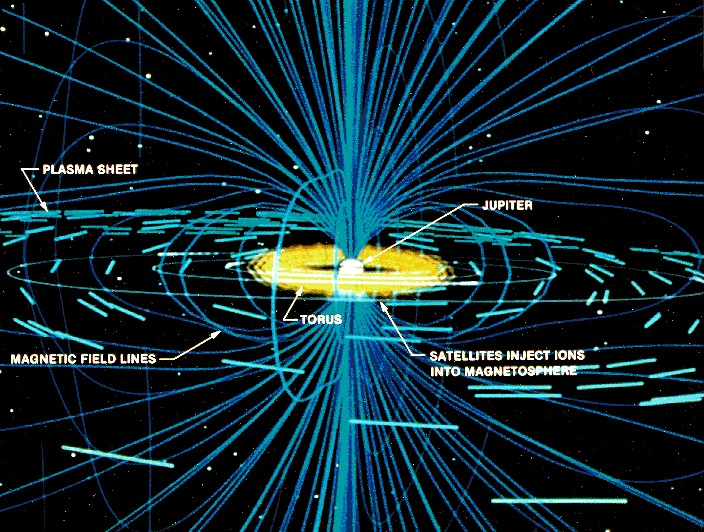
تفاعل ايو مع الغلاف المغناطيسي للمشتري. نتوء بلازما ايو باللون الأصفر

بالرغم من تشابه الغلاف المغناطيسي للمشتري مع الغلاف المغناطيسي للأرض بصورة كاملة، إلا إذا اقتربنا من الكوكب سنجد أن بنيته مختلفة تماما. القمر البركاني النشط التابع للمشتري آيو هو مصدر قوي للبلازما في حد ذاته، كما يحمل مواد جديدة كل ثانية بقدر 1000 كجم للغلاف المغناطيسي للمشتري. ينبعث من الانفجارات البركانية الشديدة علي آيو كميات ضخمة من ثاني أكسيد الكبريت، حيث يتفكك جزء كبير منه إلي ذرات، ويتأين بالأشعة الشمسية فوق البنفسجية، مخرجة آيونات من الكبريت والأكسجين: +S+, O+, S2+ and O2. تهرب هذه الآيونات من الغلاف الجوي للقمر الصناعي ومن نتوء بلازما قمر آيو: حلقة ثميكة وباردة نسبيا من البلازما تحيط بكوكب المشتري، وتقع قريبة من مدار قمر آيو. تصل درجة حرارة البلازما في النتوء ما بين 10-100 إلكترون فولت (100,000-1,000,000 كيلو)، وهو أقل بكثير من درجة حرارة الجزيئات في الأحزمة الإشعاعية-10 كيلو إلكترون فولت (100 مليون كيلو). أجبرت البلازما في النتوء علي المشاركة في الدوران مع كوكب المشتري، مما يعني مشاركتهم الفترة نفسها للدوران. في الواقع، يغير نتوء قمر آيو ديناميكا الغلاف المغناطيسي لجوفيان.
ونتيجة لعمليات عدة-أصبح الانتشار وتبادل عدم الاستقرار هما آلياتان الهروب الاساسية-تسربت البلازما بطيئا بعيدة عن المشتري. بما أن البلازما تحركت بعيدا عن الكوكب، فقد زادت التيارات الشعاعية المتدفقة معها تدريجيا من سرعتها، محافظة علي مشاركتها في الدوران. هذه التيارات الشعاعية هي أيضا مصدر الحقل المغناطيسي للعنصر السمتي، ونتيجة لذلك إنححناءه للخلف عكس اتجاه الدوران. تقل كثافة عدد جزيئات البلازما من حوالي 2,000 cm−3 في نتوء الآيو إلي 0.2 cm−3 علي مسافة 35 RJ. في الغلاف المغناطيسي الأوسط، علي مسافات تزيد عن 20 RJ من كوكب المشتري، تتراجع المشاركة في الدوران تدريجيا وتبدأ البلازما في الدوران أكثر بطئا من الكوكب. أخيرا، علي مسافات أكثر من 40 RJ (في الغلاف المغناطيسي الخارجي)، تهرب هذه البلازما تماما من الحقل المغناطيسي تاركة الغلاف المغناطيسي ضمن الذيل المغناطيسي. مثل البرد، تتحرك البلازما الكثيفة نحو الخارج، ويحل محلها بلازما ساخنة أقل كثافة (درجة حرارة 20 كيلو إلكترون فولت (200 مليون كيلو) أو أعلي) تتحرك من الغلاف المغناطيسي الخارجي. تسخن هذه البلازما دون تبادل حراري وهي تقترب من المشتري، مكونة الأحزمة الإشعاعية في الغلاف المغناطيسي الداخلي لكوكب المشتري.

### القرص المغناطيسي
في حين أن شكل الحقل المغناطيسي لكوكب الأرض يشبه الدمعة تقريبا، فالحقل المغناطيسي للمشتري أكثر تسطحا، يشبه القرص كثيرا، و«يتذبذب» بانتظام علي مقربة من محوره. فالأسباب الأساسية لهذا التكوين الشبيه بالقرص هم قوة الطرد المركزي من البلازما المشاركة في الدوران، والضغط الحراري للبلازما الحارة؛ كلاهما يعمل لامتداد خطوط الحقل المغناطيسي لكوكب المشتري، مكونة بنية مسطحة تشبه الكعك، تعرف باسم القرص المغناطيسي، علي مسافات تزيد عن 20 RJ من الكوكب. للقرص المغناطيسي قطاع تيار رفيع عند المسطح المتوسط، يقع تقريبا بالقرب من خط الاستواء المغناطيسي. تشير خطوط الحقل المغناطيسي بعيدا عن المشتري، فوق القطاع وباتجاه المشتري من أسفله. توسع حمولة البلازما من القمر آيو من حجم الغلاف المغناطيسي لجوفيان، ذلك لأن القرص المغناطيسي يشكل ضغط داخلي إضافي، والذي يوازن ضغط الرياح الشمسية. في غياب آيو، تصبح المسافة من الكوكب إلي الفاصل المغناطيسي عند النقطة الواقعة تحت الشمس 42 RJ أو أقل، بينما هي في الحقيقة تصل إلي 75 RJ بمعدل متوسط.
يحافظ التيار السمتي الحلقي علي تكوين حقل القرص المغناطيسي (ليس متماثل مع التيار الحلقي لكوكب الأرض)، والذي يتدفق مع الدوران من خلال قطاع خط استواء البلازما. تنتج قوة لورنتز من تفاعل هذا التيار مع الحقل المغناطيسي الكوكبي مشكلا قوة جذب مركزي، والتي تحافظ علي البلازما المشاركة في الدوران من الهروب من الكوكب. يقدر إجمالي التيار الكهربائي الحلقي في قطاع تيار خط الاستواء بنحو 90-160 مليون أمبير.

## الديناميكا

### التيارات الشعاعية المشاركة في الدوران

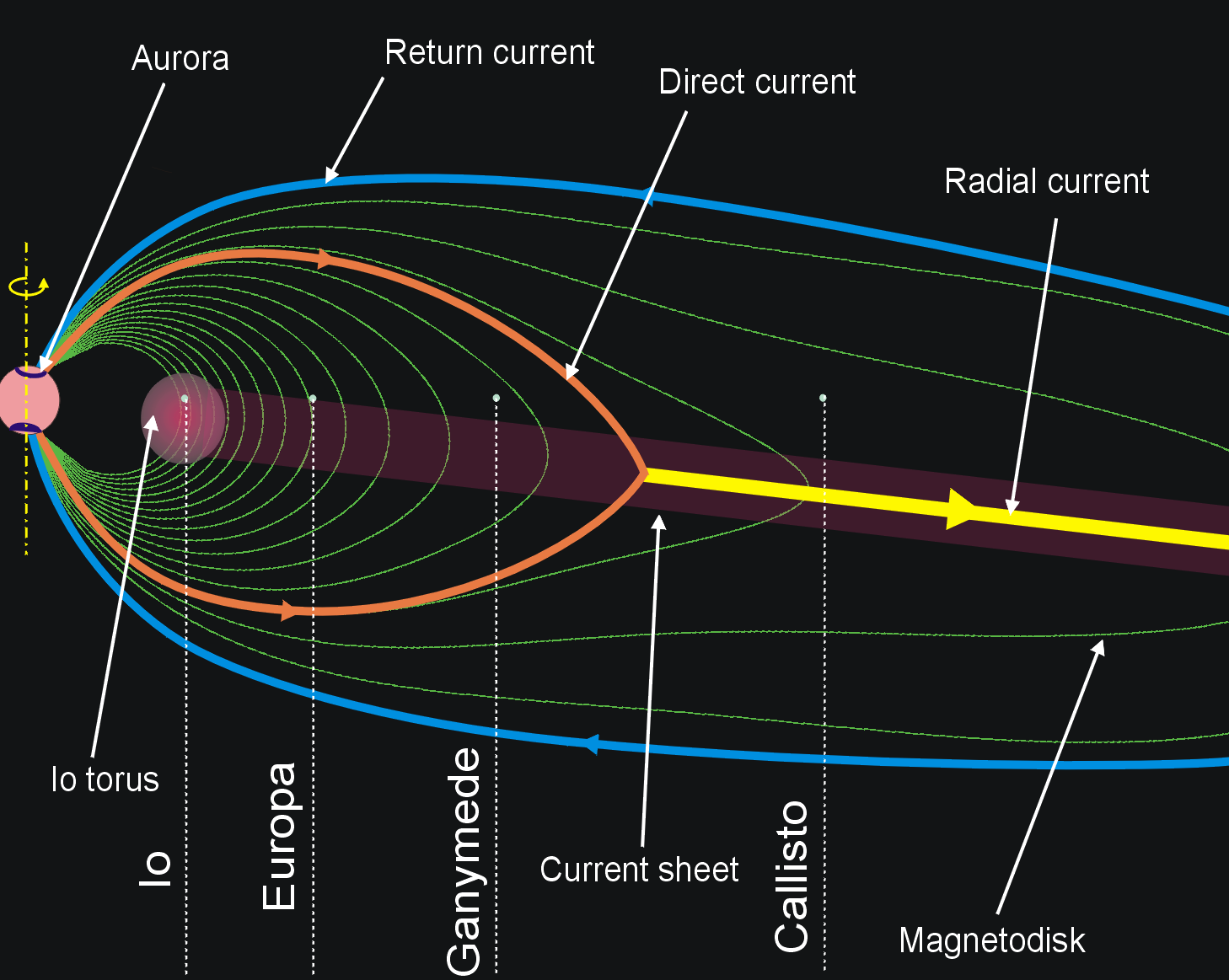
الحقل المغناطيسي للمشتري وفرض التيارات المشاركة في الدوران

السائق الأساسي للغلاف المغناطيسي للمشتري هو دوران الكوكب. في هذا الصدد، يشبه كوكب المشتري جهاز يسمي المولد أحادي القطب. عندما يدور كوكب المشتري، تتحرك طبقته المؤينة نسبيا إلي حقل الكوكب المغناطيسي ثنائي القطب. لأن العزم المغناطيسي ثنائي القطب يشير نحو إتجاه الدوران، حركت قوة لورنتز، التي ظهرت نتيجة لهذه الحركة، الكترونات سالبة الشحنة إلي القطبين، بينما اندفعت الآيونات موجبة الشحنة نحو خط الاستواء. ونتيجة لذلك، أصبح القطبين سالبين الشحنة، كما أصبحت المناطق القريبة من خط الاستواء موجبة الشحنة. بما أن الغلاف المغناطيسي للمشتري ملئ ببلازما موصلة وبقوة، تغلق الدائرة الكهربائية المتوفرة خلاله. يتدفق تيار يسمي التيار المباشر علي طول خطوط الحقل المغناطيسي من الطبقة المؤينة إلي قطاع خط استواء البلازما. ثم يتدفق هذا التيار بشكل شعاعي بعيدا عن الكوكب خلال قطاع خط استواء البلازما ويعود في النهاية إلي الطبقة المؤينة الكوكبية من المراكز الخارجية للغلاف المغناطيسي التي توجد علي طول خطوط الحقل المتصلة بالقطبين. عادةً ما يطلق علي التيارات المتدفقة علي طول خطوط الحقل المغناطيسي الانحياز الحقلي أو تيار بيركلاند. يتفاعل التيار الشعاعي مع الحقل المغناطيسي الكوكبي، وتسرع قوة لورنتز الناتجة من سرعة بلازما الغلاف المغناطيسي باتجاه الدوران الكوكبي. هذه هي الآلية الرئيسة التي تحافظ علي مشاركة البلازما في الدوران في الغلاف المغناطيسي للمشتري.
يكون التيار المتدفق من الطبقة المؤينة لقطاع البلازما قوي عندما يدور الجزء المقابل للقطاع البلازمي أبطأ من الكوكب. كما ذكر أعلاه، تتراجع المشاركة في الدوران في المنطقة الواقعة بين 20 و 40 RJ من كوكب المشتري. هذه المنطقة مقابلة للقرص المغناطيسي، حيث يمتد الحقل المغناطيسي للغاية. ينشأ التيار المباشر القوي المتدفق داخل القرص المغناطيسي في نطاق خطوط عرض محدودة جدًا بنحو 16 ± 1° من القطبين المغناطيسيين لجوفيان. تتوافق هذه المناطق الدائرية الضيقة مع البيضاويات الشفقيات الأساسية لكوكب المشتري. (أنظر أدناه). يدخل التيار العائد المتدفق من الغلاف المغناطيسي الخارجي أبعد من 50 RJ إلي المنطقة المؤينة لجوفيان بالقرب من القطبين، مغلقة الدائرة الكهربائية. يقدر إجمالي التيار الشعاعي في الغلاف المغناطيسي لجوفيان بنحو 60 مليون-140 مليون أمبير.
تؤدي سرعة البلازما داخل مشاركتها في الدوران إلي تحويل الطاقة من دوران جوفيان إلي الطاقة الحركية للبلازما. هذا يعني أن الغلاف المغناطيسي لجوفيان مزود بالطاقة من قبل دوران الكوكب، بينما الغلاف المغناطيسي لكوكب الأرض مزود بالطاقة إلي حد بعيد من الرياح الشمسية.

### عدم الاستقرار المتبادل وإعادة الاتصال
تكمن المشكلة الأساسية في حل الديناميكا الخاصة بالغلاف المغناطيسي لجوفيان في نقل البلازما الثقيلة والباردة من نتوء قمر آيو علي مسافة 6 RJ إلي الغلاف المغناطيسي الخارجي الواقع علي مسافات تزيد عن 50 RJ. الآلية المحددة لهذه العملية ليست معروفة، وإنما من المفترض حدوثها نتيجة لانتشار البلازما بسبب عدم الاستقرار المتبادل. هذه العملية شبيهه بعدم استقرار رايلي تايلور في الديناميكا المائية. في حالة الغلاف المغناطيسي لجوفيان، تلعب قوة الطرد المركزي دور الجاذبية؛ السائل الثقيل هو البلازما الآيونية الكثيفة والباردة (أي المتعلقة بالقمر آيو)، والسائل الخفيف هو البلازما الأقل كثافة والساخنة المنبعثة من الغلاف المغناطيسي الخارجي. يؤدي عدم الاستقرار إلي التبادل بين الأجزاء الداخلية والأخري الخارجية للغلاف المغناطيسي لأنابيب التدفق المليئة بالبلازما. تتحرك أنابيب التدفق الفارغة القابلة للطفو نحو الكوكب، بينما تدفع الأنابيب الثقيلة المليئة بالبلازما الآيونية بعيدا عن كوكب المشتري. هذا التبادل للأنابيب المتدفقة هو شكل من أشكال الجريان المضطرب للغلاف المغناطيسي.

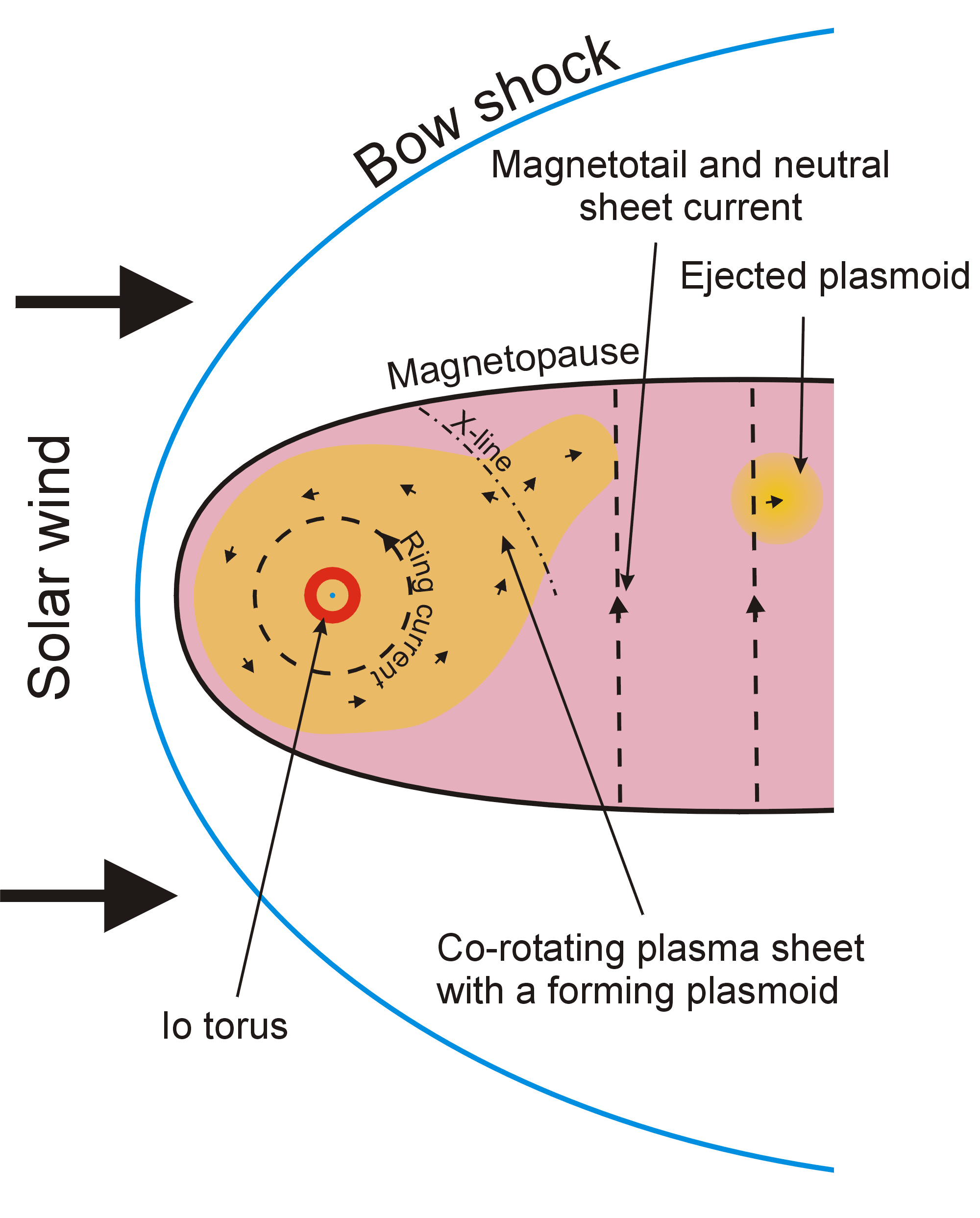
الغلاف المغناطيسي لكوكب المشتري كما ينظر اليه من فوق القطب الشمالي

أكد مسبار فضاء غاليليو بعض الشيء أن هذه صورة افتراضية بشكل كبير لتبادل أنابيب التدفق، التي تكشف عن مناطق تنخفض فيها كثافة البلازما انخفاضًا حادًا وتزيد فيها قوة الحقل في الغلاف المغناطيسي الداخلي. هذه الفجوات يمكن أن تتوافق تقريبًا مع أنابيب التدفق الفارغة القادمة من الغلاف المغناطيسي الخارجي. في الغلاف المغناطيسي الأوسط، اكتشف غاليليو ما يسمي بأحداث الحقن، والتي تحدث عندما تصطدم البلازما الساخنة القادمة من الغلاف المغناطيسي الخارجي مع القرص المغناطيسي، مما يؤدي إلي زيادة تدفق الجزيئات النشطة وتعزيز الحقل المغناطيسي. فلا يوجد آلية معروفة حتي الآن توضح كيفية نقل البلازما الباردة إلي الخارج.
عندما تصل الأنابيب المتدفقة المحملة بالبلازما الآيونية الباردة إلي الغلاف المغناطيسي الخارجي، فهم يدخلون عملية إعادة الاتصال، والتي تفصل الحقل المغناطيسي عن البلازما. يعود الأول إلي الغلاف المغناطيسي الداخلي علي هيئة أنابيب التدفق المليئة بالبلازما قليلة الكثافة والساخنة، بينما يطلق الآخر أسفل الذيل المغناطيسي علي هيئة نقط ضخمة من البلازما. لاحظ أيضًا مسبار غاليليو أن عمليات إعادة الاتصال قد تتوافق مع أحداث إعادة التشكيل العالمية، والتي تحدث بشكل منتظم كل 2-3 أيام. تتضمن أحداث التشكيل عادةً اختلاف فوضوي وسريع لقوة واتجاه الحقل المغناطيسي، بالإضافة إلي تغييرات مفاجئة في حركة البلازما، والتي غالبًا ما تتوقف عن المشاركة في الدوران وتبدأ التدفق خارجيًا. فقد تم ملاحظتهم في قطاع الفجر لظلام الغلاف المغناطيسي. تسمي البلازما المتدفقة أسفل الذيل علي طول خطوط الحقل المفتوحة بالرياح الكوكبية.
تتشابه أحداث إعادة الاتصال مع العواصف المغناطيسية الجزئية في الغلاف المغناطيسي لكوكب الأرض. يبدو أن الاختلاف في مصادر الطاقة الخاصة بهم: تشمل العواصف الجزئية الأرضية تخزين طاقة الرياح الشمسية في الذيل المغناطيسي، يليها تحريره من خلال حدث إعادة الاتصال في قطاع التيار المحايد التابع للذيل. يشكل الآخر أيضًا نقطة ضخمة من البلازما، والتي تتحرك أسفل الذيل. علي العكس، في الغلاف المغناطيسي لكوكب المشتري، تخزن الطاقة الدورانية في القرص المغناطيسي وتتحرر عندما تنفصل عنها نقطة البلازما الضخمة.

### تأثير الرياح الشمسية
حيث أن ديناميكا الغلاف المغناطيسي لجوفيان تعتمد أساسًا علي المصادر الداخلية للطاقة، فمن المحتمل وجود دور أيضًا للرياح الشمسية، خاصةً كمصدر للبروتونات عالية الطاقة. تبرز بنية الغلاف المغناطيسي الخارجي بعض خصائص الغلاف المغناطيسي الذي تحركه الرياح الشمسية، والذي يشمل عدم التناسق الهام لغسق الفجر. خاصةً، ميل خطوط الحقل المغناطيسي في قطاع الغسق عكس اتجاه هؤلاء في قطاع الفجر. إضافةً إلي ذلك، يحتوي الغلاف المغناطيسي للفجر خطوط حقل مفتوحة متصلة بالذيل المغناطيسي، بينما في الغلاف المغناطيسي للغسق، خطوط الحقل مغلقة. تشير هذه الملاحظات جميعًا أن عملية إعادة الاتصال تتحرك بواسطة الرياح الشمسية، والمعروفة علي كوكب الأرض بدورة ضانجي، والتي يمكن أن تحدث أيضًا في الغلاف المغناطيسي لجوفيان.
ليس معروف حاليًا مدي تأثير الرياح الشمسية علي الديناميكا الخاصة بالغلاف المغناطيسي لكوكب المشتري؛ ولكن، يمكن أن تكون شديدة خاصةً في أوقات ارتفاع النشاط الشمسي. يبرهن الراديو الشفقي، وانبعاثات الأشعة السينية والبصرية، بالإضافة إلي الانبعاثات السنكروتونية المنبعثة من الأحزمة الإشعاعية مدي ارتباطهم بضغط الرياح الشمسية، مشيرًا إلي احتمالية تحريك الرياح الشمسية لدوران البلازما أو تعديل العمليات الداخلية في الغلاف المغناطيسي.

## الانبعاثات

### الأشفاق

صورة لأشفاق المشتري الشمالية، والتي تظهر البيضاوية الشفقية، والانبعاثات القطبية، والبقع المولدة بالتفاعل مع الأقمار الطبيعية للمشتري

يظهر كوكب المشتري مضيئًا، بالأشفاق المستمرة حول القطبين. علي خلاف أشفاق كوكب الأرض، فهي مؤقتة وتحدث فقط في أوقات النشاط الشمسي المتزايد، فالبرغم من أن كثافة أشفاق المشتري تختلف من يوم إلي آخر، فهي دائمة. تتألف الأشفاق من ثلاثة مكونات رئيسة: البيضاويات الرئيسيات، المضيئة والضيقة (أقل من 1000 كم في عرضًا) تقع الخصائص الدائرية علي مسافة 16° تقريبًا من القطبين المغناطيسيين؛ والبقع الشفقية للأقمار الصناعية، والتي تتوافق مع آثار خطوط الحقل المغناطيسي التي تربط الطبقة المؤينة للمشتري مع الطبقة المؤينة لأقماره الضخمة؛ وتقع الانبعاثات القطبية المؤقتة ضمن البيضاويات الرئيسات. حيث أنه يتم اكتشاف الانبعاثات الشفقية في ما يقرب جميع أجزاء الطيف الكهرومغنطيسي بدايةً من موجات الراديو حتي الأشعة السينية (حتي 3 كيلو الكترون فولت)، فهم مضيئون في منتصف الأشعة تحت الحمراء (الطول الموجي 3-4 μm و 7-14 μm) والمناطق الطيفية العميقة فوق البنفسجية (الطول الموجي 80-180 نانو متر).
البيضاويات الرئيسة هم الأجزاء المهيمنة لأشفاق جوفيان. فهم ذي أشكال ومواقع ثابتة، ولكن كثافتهم يتم تعديلها بقوة بواسطة ضغط الرياح الشمسي-الرياح الشمسية الأقوي، الأضعف الأشفاق. كما ذكر أعلاه، يتم الحفاظ علي البيضاويات الرئيسات بواسطة التدفق القوي للإلكترونات التي تزيد سرعتها بقطرات الجهد الكهربائي بين بلازما القرص المغناطيسي وطبقة جوفيان المؤينة. تحمل هذه الالكترونات تيارات المجال المنحاز، التي تحافظ علي مشاركة البلازما في الدوران في القرص المغناطيسي. تتطور قطرات الجهد لأن البلازما الخفيفة خارج قطاع خط الاستواء تستطيع أن تحمل فقط تيار ذي قوة محدودة بدون هذه التيارات. تمتلك الالكترونات المتسرعة طاقة في حدود 10-100 كيلو الكترون فولت وتخترق بعمق في الغلاف الجوي لكوكب المشتري، خيث يتحولون إلي أيونات ويحفزون الهيدروجين الجزيئي مسببون انبعاثات فوق البنفسجية. فإجمالي مدخلات الطاقة داخل الطبقة المؤينة 10-100 تيرا واط. بالإضافة إلي ذلك، التيارات المتدفقة في الطبقة المؤينة تجعله ساخنًا بواسطة عملية تسمي قانون جول. هذا التسخين، الذي ينتج ما يصل إلي 300 تيرا واط من الطاقة، مسئولاً عن الأشعة القوية تحت الحمراء من أشفاق جوفيان وإلي حد ما عن تسخين الغلاف الحراري للمشتري.
وُجِدت البقع لتتوافق مع ثلاثة من أقمار غاليليو: آيو، وأوروبا، وغانيميد. تتطور هذه الأقمار لأن مشاركة البلازما في الدوران تبطأ بالقرب منهم. تنتمي البقعة الأكثر إضاءةً إلي آيو، الذي يعد المصدر الرئيسي للبلازما في الغلاف المغناطيسي (أنظر أعلي). يُعتقد أن البقعة الشفقية الأيونية متعلقة بتيارات ألففين المتدفقة من جوفيان إلي الطبقة المؤينة الأيونية. بقع غانيميد وأوروبا أكثر عتمة، لأن هذه الأقمار مصادر ضعيفة للبلازما، بسبب تبخر الماء المثلج من سطوحهم.
تظهر البقع والأقواس المضيئة خلال البيضاويات الرئيسات بشكل متقطع. ويُعتقد أن هذه الظواهر العابرة متعلقة بالتفاعل مع الرياح الشمسية. ويُعتقد أيضًا أن خطوط الحقل المغناطيسي في هذه المنطقة مفتوحة أو معينة علي خريطة الذيل المغناطيسي. قد تكون البيضاويات الثانويات اللاتي تم ملاحظتهن داخل البيضاوية الرئيسة ذات صلة بالحد بين خطوط الحقل المغناطيسي المفتوحة والمغلقة، أو النتوءات القطبية. تشبه الانبعاثات الشفقية القطبية للانبعاثات التي تم ملاحظاتها حول قطبين كوكب الأرض: يظهر كلاهما عندما تسرع الالكترونات باتجاه الكوكب بواسطة قطرات الجهد، أثناء إعادة اتصال الحقل المغناطيسي الشمسي بالحقل المغناطيسي الكوكبي. تبعث المناطق داخل البيضاويتين الرئيستين معظم الأشعة السينية الشفقية.يتألف طيف إشعاع الأشعة السينية الشفقية من خطوط طيفية من الكبريت والأكسجين المتأينين بارتفاع مبالغ، التي علي الأرجح تظهر عندما تتسرب آيونات الأكسجين والكبريت النشطة (مئات من كيلوهات الإلكترون فولت) إلي الغلاف الجوي القطبي لكوكب المشتري. ويظل مصدر هذا التسريب غير معروف.

### كوكب المشتري باعتباره النجم النابض
كوكب المشتري هو مصدر قوي للموجات الراديوية في المنطقة الطيفية الممتدة من عدة كيلوهيرتز إلي عشرات الميجاهيرتز. يطلق علي موجات الراديو ذي الترددات الأقل من حوالي 0.3 ميجاهيرتز (وبالتالي الموجات الطولية أطول من 1 كم) إشعاع جوفيان الكيلومتري أو كوم. ويطلق علي الآخرين ذي الترددات ما بين 0.3-3 ميجاهيرتز (بموجات طولية 100-1000 متر) إشعاع هكتومتر أو هوم، بينما يشار إلي الانبعاثات في حدود 3-40 ميجاهيرتز (بموجات طولية من 10-100 متر) بالإشعاع الديكامتري أو دام. الإشعاع الأخير هو أول ما تم ملاحظته من كوكب الأرض، وساعدت مدة دوريته التي تقترب من 10 ساعات علي تحديده بسبب ابتداءه من كوكب المشتري. يسمي الجزء الأقوي من انبعاث ديكامتري، المنتمي إلي آيو وإلي نظام تيار آيو التابع للمشتري بدام آيو.

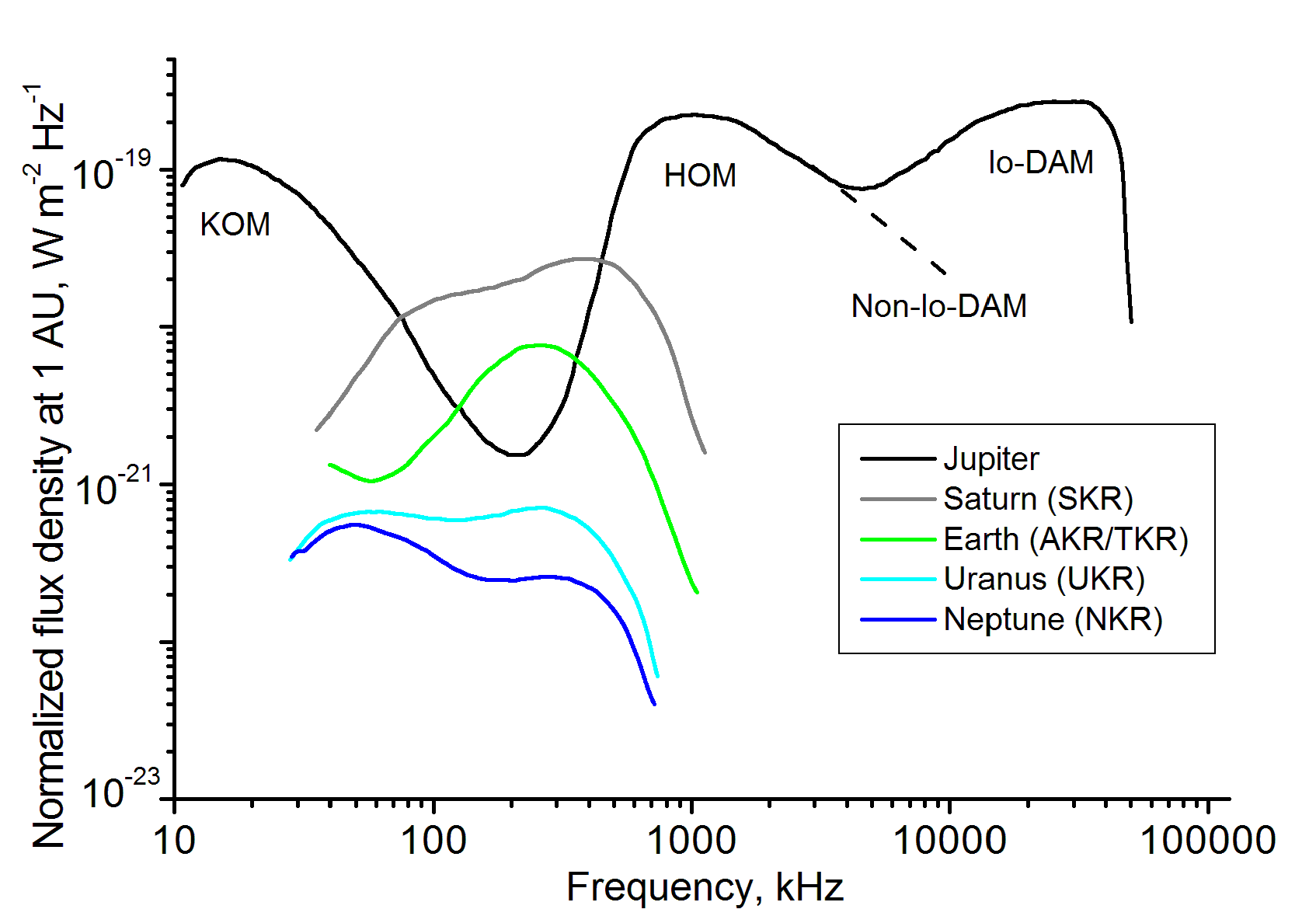
يقارن طيف الانبعاثات الراديوية لجوفيان بأطياف الأربع كواكب الأخري الممغنطة، حيث (N,T,S,U) تعني (نبتون،الأرض،زحل،أورانوس) Kr تعني الاشعاع الكيلومتري

يعتقد أن معظم هذه الاشعاعات أنتجت بآلية تدعي عدم استقرار مازر سيكلوترون، والتي تتطور بالقرب من المناطق الشفقية، عندما ترتد الالكترونات ذهابًا وإيابًا بين القطبين. الالكترونات المشاركة في توليد الموجات الراديوية هي ما تحمل التيارات من قطبين الكوكب إلي القرص المغناطيسي. عادةً ما تختلف كثافة الانبعاثات الراديوية لجوفيان بسلاسة مع الوقت؛ ولكن يبعث كوكب المشتري بصورة دورية بانفجارات قصيرة وقوية (انفجارات س)، والتي تفوق المكونات الأخري. إجمالي الطاقة المنبعثة من عنصر دام حوالي 100 جيجاواط، بينما الطاقة المنبعثة من العناصر الأخري هوم\كوم حوالي 10 جيجاواط. بالمقارنة، فإجمالي الطاقة من الانبعاثات الرادوية لكوكب الأرض حوالي 0.1 جيجاواط.
الانبعاثات الجزيئية والراديوية لكوكب المشتري منظمة وبشدة بسبب دورانها، والتي تجعل الكوكب يشبه إلي حد ما النجم النابض. ربما ينتمي التعديل الدوري إلي عدم تناسق الغلاف المغناطيسي لجوفيان، الناجم عن إمالة العزم المغناطيسي من حيث محور الدوران وخطوط العرض العليا للانحراف المغناطيسي. نشبه الفيزياء التي تحكم الانبعاثات الراديوية لكوكب المشتري بفيزياء النجوم النابضة الراديوية. ويختلفون فقط في المقياس، ويمكن اعتبار كوكب المشتري أيضًا نجمًا نابضًا راديويًا ضعيف للغاية. إضافةً إلي ذلك، تعتمد الانبعاثات الرادوية لكوكب المشتري علي ضغط الرياح الشمسية اعتمادًا قويًا، وبالتالي علي النشاط الشمسي.
بالإضافة إلي الإشعاع الطويل نسبيًا للموجة الطولية، يبعث كوكب المشتري أيضًا الإشعاع السنكروتروني (والمعروف أيضًا بالإشعاع الديسيمتري لجوفيان أو إشعاع ديم)، بترددات في حدود 0.1-15 جيجاهيرتز (موجة طولية من 3 متر إلي 2 سنتيمتر)، وهو الإشعاع الانكباحي للالكترونات النسبوية المحاصرة في الأحزمة الإشعاعية الداخلية للكوكب. تتراوح كمية طاقة الالكترونات التي تساهم في انبعاثات ديم بين 0.1 إلي 100 ميجا الكترون فولت، بينما تأتي المساهمة الأساسية من الالكترونات ذي الطاقة التي تتراوح بين 1-20 ميجا الكترون فولت. هذا الإشعاع مفهوم جيدًا وكان يستخدم منذ بداية العقد 1960 لدراسة هيكل الأحزمة الإشعاعية والحقل المغناطيسي للكوكب. تنشأ الجزيئات في الأحزمة الإشعاعية في الغلاف المغناطيسي الخارجي وتزيد سرعتها بدون تبادل حراري، عندما ينتقلون إلي الغلاف المغناطيسي الداخلي.
يُخرج الغلاف المغناطيسي لكوكب المشتري تيارات من الأيونات والالكترونات عالية الطاقة (طاقة تصل إلي عشرات الميجا الكترون فولت)، والتي تسافر بعيدًا بقدر مدار كوكب الأرض. هذه التيارات موازية للغاية وتختلف مع فترة الدوران للكوكب مثل الانبعاثات الراديوية. وفي هذا الصدد، يظهر كوكب المشتري مشابهًا للنجم النابض.

## التفاعل مع الحلقات والأقمار
يغلف الغلاف المغناطيسي الممتد لكوكب المشتري نظام حلقاته والمدارات الأربعة لأقمار غاليليو. بدورانها قريبًا من خط الاستواء المغناطيسي، تخدم هذه الأجسام كمصادر ومصارف للبلازما المغناطيسية، بينما تغير الجزيئات النشطة النابعة من الغلاف المغناطيسي سطحها. ساعدت هذه الجزيئات في انفجار مواد من الأسطح وإنشاء تغيرات كيميائية عن طريق الانحلال الإشعاعي. تعني مشاركة البلازما في الدوران مع الكوكب أن البلازما تتفاعل بإيثار مع زائدة نصف الأقمار، مسببة عدم تماثل ملحوظ لنصف الكرة. بالإضافة إلي ذلك، تساهم الحقول المغناطيسية الداخلية الضخمة للأقمار في الحقل المغناطيسي لجوفيان.

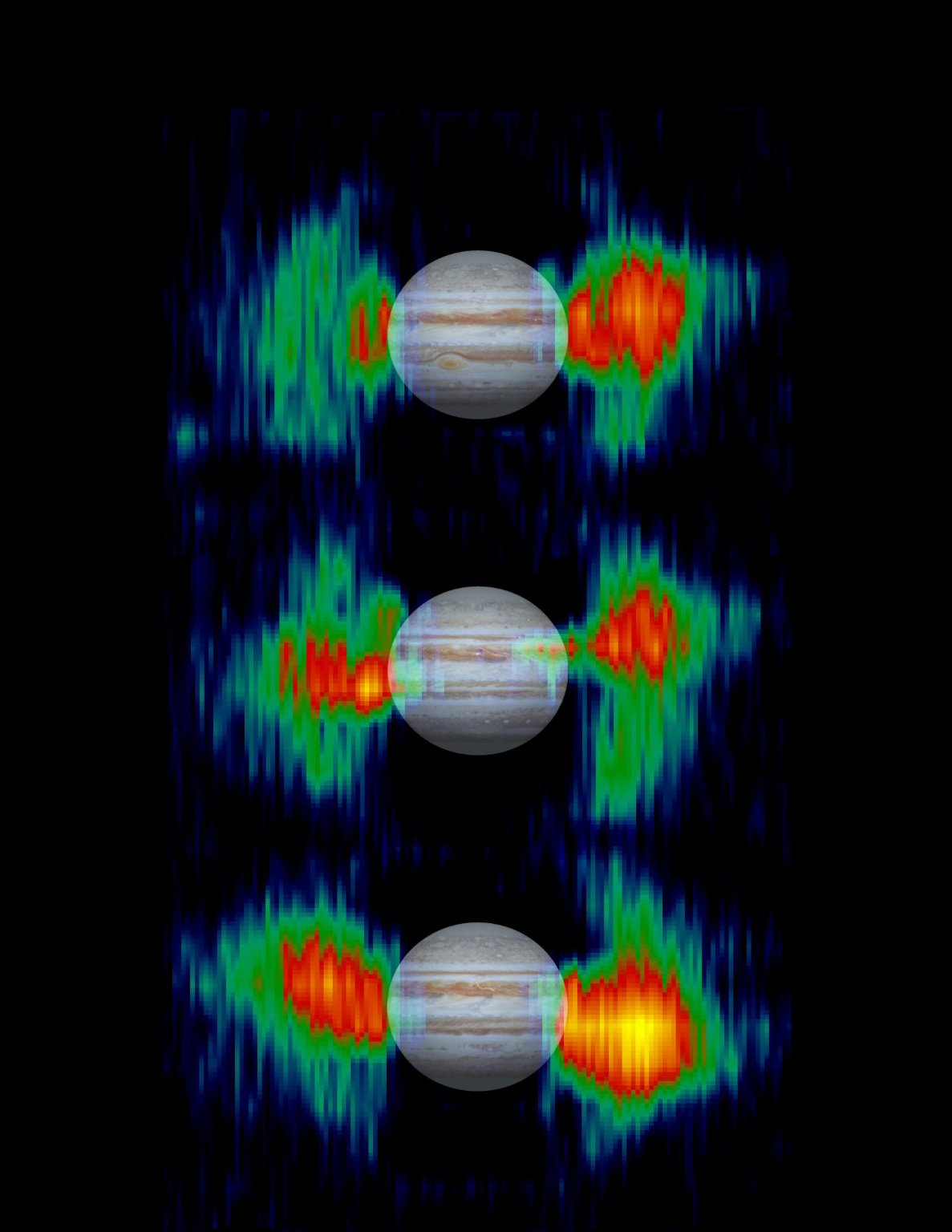
الأحزمة الإشعاعية المتغيرة لكوكب المشتري

بالقرب من المشتري، تمتص الأقمار الصغيرة والحلقات التابعة للكوكب الجزيئات عالية الطاقة (طاقة أعلي من 10 كيلو الكترون فولت) من الأحزمة الإشعاعية. هذا يشكل فراغات ملحوظة في التوزيع المكاني للأحزمة ويؤثر علي الإشعاع السنكروتروني الديسيمتري. في الواقع، كان الافتراض الأول لوجود حلقات المشتري علي أساس بيانات من المركبة الفضائية بيونير 11، التي اكتشفت انخفاض حاد في عدد الأيونات عالية الطاقة بالقرب من الكوكب. فضلاً، يؤثر الحقل المغناطيسي الكوكبي بقوة علي حركة الجزيئات الفرعية الميكرومترية للحلقة، والتي تكتسب شحنة كهربائية تحت تأثير الأشعة الشمسية فوق البنفسجية. فتصرفهم شبيه بتصرف الأيونات المشاركة في الدوران. يُعتقد أن التفاعل الرنان بين المشاركة في الدوران والحركة المدارية مسئولاً عن إنشاء الحلقة الهالية الباطنية لكوكب المشتري (الواقعة بين 1.4 و1.71 RJ)، والتي تتكون من جزيئات فرعية ميكرومترية في مدارات شديدة الميل والانحراف. تنشأ الجزيئات في الحلقة الرئيسة؛ ولكن، عندما تنحرف نحو المشتري، تعتدل مداراتها برنين لورنتز القوي 3:2 الواقع علي 1.71 RJ، والذي يزيد من ميلهم وانحرافهم. يُحدد رنين لورنتز آخر 2:1 الواقع علي مسافة 1.4 RJ الحد الداخلي للحلقة الهالية.
لجميع أقمار غاليليو أغلفة جوية رفيعة مع الضغوط السطحية في حدود 0.01-1 نبار، والتي بدورها تدعم الأغلفة الأيونية الأساسية بكثافة الإلكترون بين 1٫000-10٫000 cm−3. انحرف التدفق المشارك في الدوران للبلازما الباردة بالغلاف المغناطيسي جزئيًا حولهم من قبل التيارات التي أُنتجت في أغلفتهم الأيونية، مشكلة هياكل إسفينية الشكل المعروفة بأجنحة ألفين. يشبه تفاعل الأقمار الضخمة مع التدفق المشارك في الدوران بتفاعل الرياح الشمسية مع الكواكب غير الممغنطة مثل كوكب الزهرة، بالرغم من أن سرعة المشاركة في الدوران دائمًا دون سرعة الصوت (تتراوح السرعات بين 74 إلي 328 كيلومتر/ثانية)، والتي تمنع تشكيل الانحناء الصدمي. ينزع الضغط من البلازما المشاركة في الدوران باستمرار الغازات من الأغلفة الجوية للأقمار (خاصةً من الغلاف الجوي لآيو)، وتأين بعض الذرات وتم جلبهم في المشاركة في الدوران. تنشأ هذه العملية، الأكثر بروزًا، نبوءًا مستديرًا من البلازما والغاز بالقرب من مدارات الأقمار مع النتوء الأيوني. في الواقع، تعمل أقمار غاليليو (آيو بشكل رئيسي) بمثابة مصادر للبلازما الرئيسة في الغلاف المغناطيسي الداخلي والأوسط لكوكب المشتري. في غضون ذلك، لم تتأثر الجزيئات النشطة بشكل كبير بأجنحة ألفين ولهم حرية الوصول لأسطح الأقمار (ما عدا التابعة لغانيميد).

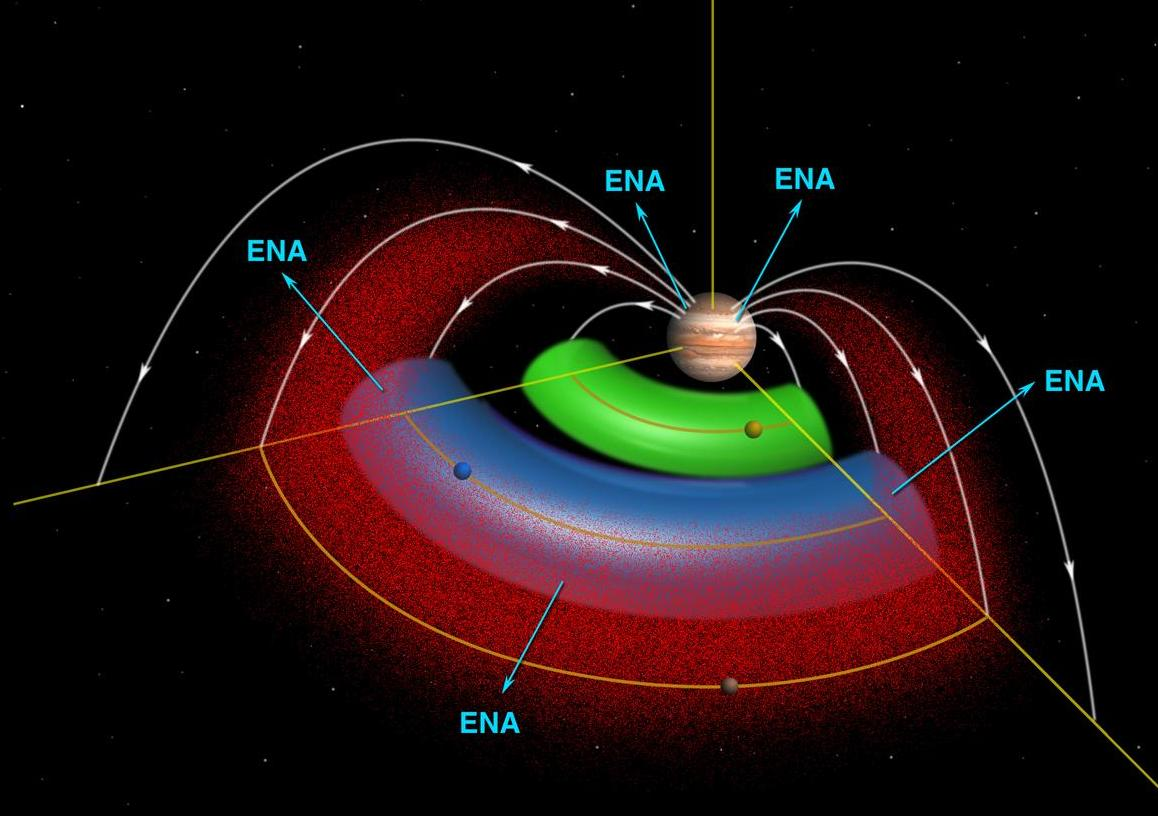
نتوءات البلازما التي يشكلها آيو و أوروبا

تولد جميع أقمار غاليليو الجليدية، أوروبا، وغانيميد، وكاليستو عزوم مغناطيسية مُحدثة استجابةً للتغيرات في الحقل المغناطيسي للمشتري. تنشأ هذه العزوم المغناطيسية المتغيرة حقول مغناطيسية ثنائية القطب حولهم، والتي تعمل لتعويض التغيرات في الحقل المحيط. يُعتقد أن الاستقراء يحدث في الطبقات الجوفية للمياه المالحة، التي يحتمل وجودها في جميع الأقمار الجليدية الضخمة للمشتري. ربما تستطيع المحيطات تحت الأرض أن توفر مأوي، وكان الدليل علي وجودهم واحدًا من أهم الاكتشافات التي حدثت في العقد 1990 من قِبل مركبة فضائية.
يختلف تفاعل الغلاف المغناطيسي لجوفيان مع غانيميد، الذي يملك زعمًا مغناطيسيًا حقيقيًا، عن تفاعله مع الأقمار الغير ممغنطة. يحفر الحقل المغناطيسي الداخلي لغانيميد تجويفًا داخل الغلاف المغناطيسي للمشتري بقُطر يبلغ حوالي قطرين غانيميد، مؤلفًا غلافًا مغناطيسيًا مصغرًا داخل الغلاف المغناطيسي للمشتري. يحول الحقل المغناطيسي لغانيميد تدفق البلازما المشاركة في الدوران حول غلافها المغناطيسي. ويحمي أيضًا المناطق الاستوائية للأقمار، حيث خطوط الحقل المغلقة من الجزيئات النشطة. ولا يزال يستطيع الأخير أن يضرب بحرية قطبين غانيميد، حيث خطوط الحقل المفتوحة. هناك بعض الجزيئات النشطة المحصورة بالقرب من خط استواء غانيميد، مؤلفة أحزمة إشعاعية مصغرة. والالكترونات النشطة التي تدخل غلافها الجوي الرفيع مسئولةً عن ملاحظة الشفق القطبي لغانيميد.
للجزيئات المشحونة تأثير كبير علي خصائص سطح أقمار غاليليو. تحمل البلازما الناشئة من آيو أيونات الصوديوم والكبريت بعيدًا عن الكوكب، حيث يثبتون تفصيليًا فوق أنصاف الكرة الزائدة من غانيميد وأوروبا. لكن علي كاليستو، لأسباب غير معروفة، يتركز الكبريت علي نصف الكرة الرائدة. قد تكون البلازما مسئولة أيضًا عن تعتيم أنصاف الكرة الزائدة للأقمار (مرة أخري، إلا في كاليستو). تقصف الأيونات والالكترونات النشطة سطح الجليد، مع تدفق الأيونات التي أصبحت سوية الخواص، ناشرةً الذرات والجزيئات ومسببة الانحلال الإشعاعي للمياه والمركبات الكيميائية الأخري. تقصم الجزيئات النشطة المياه إلي أكسجين وهيدروجين، محافظةً علي أجواء الأكسجين الرقيقة للأقمار الجليدية (بما إن الهيدروجين يهرب بسرعة أكبر). تتضمن أيضًا المركبات المنتجة بالانحلال الإشعاعي علي أسطح أقمار غاليليو الأوزون وبيروكسيد الهيدروجين. إذا وجدت المواد العضوية أو الكربونية، فيمكن أيضًا إنتاج ثاني أكسيد الكربون، والميثانول، وحمض الكربونيك. في وجود الكبريت، تشمل المنتجات الشبيهه علي ثاني أكسيد الكبريت، وثاني كبريتيد الهيدروجين، وحمض الكبريت. قد تكون المؤكسدات المنتجة بالانحلال الإشعاعي، مثل الأكسجين والأوزون، محاصرة داخل الجليد ومحملة أسفل للمحيطات علي مدي فترات زمنية جيولوجية، وهكذا تعمل كمصدر للطاقة المحتملة مدي الحياة.

## الاكتشاف

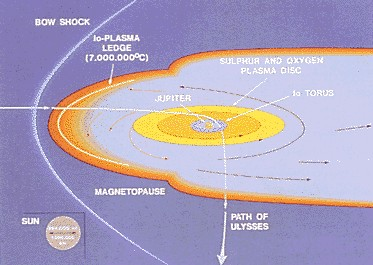
مسار المركبة الفضائية أوليسيس عبر الغلاف المغناطيسي للمشتري عام 1992

جاء أول دليل علي وجود الحقل المغناطيسي للمشتري في عام 1955، مع اكتشاف انبعاث الراديو الديكامتري أو دام. حينما امتد طيف دام حتي 40 ميجاهيرتز، استنتج الفلكيون أن المشتري يجب أن يحتوي على حقل مغناطيسي بقوة حوالي 1 مليتسلا (10 جاوس).
في 1959، أدت ملاحظات في جزء الموجات الصغرية للطيف الكهرومغناطيسي (0.1-10 جيجاهيرتز) إلي اكتشاف إشعاع جوفيان الديسيمتري (ديم) والإدراك بأنه كان إشعاع سنكروتروني منبعث من الكترونات نسبوية محصورة في الأحزمة الإشعاعية للكوكب. كانت هذه الانبعاثات السنكروترونية تستخدم لتقدير عدد الالكترونات وطاقتها حول المشتري، وأدت إلي تقديرات محسنة للعزم المغناطيسي وميله.
بحلول عام 1973، عُرف العزم المغناطيسي من خلال عامل من اثنين، في حين قُدر الميل بشكل صحيح بحوالي 10°. تم اكتشاف تعديل دام المشتري بواسطة آيو (المسمي دام-آيو) في عام 1964، وسمح لفترة دوران المشتري أن تُحدد بدقة. حدث الاكتشاف القطعي للحقل المغناطيسي لجوفيان في ديسمبر عام 1973، عندما حلقت المركبة الفضائية بيونير 10 بالقرب من الكوكب.

## استكشاف بعد 1970
اعتبارًا من عام 2009، حلق ما يصل إلي ثماني مركبات فضائية حول المشتري وساهموا جميعًا في المعرفة الحالية بالغلاف المغناطيسي لجوفيان. كان أول مسبار فضائي يصل إلي المشتري بيونير 10 في ديسمبر 1973، والذي مر خلال 2.9 RJ من مركز الكوكب. وزار نظيره بيونير 11 كوكب المشتري بعد عام، مسافرًا علي طول مسار مائل للغاية ومقتربًا من الكوكب ب 1.6 RJ.
قدمت بيونير التغطية المتاحة الأفضل للحقل المغناطيسي الداخلي. كان مستوي الإشعاع في المشتري أقوي عشر مرات مما توقعه مصمموا بيونير، والذي أدي إلي مخاوف بأن المسبار لن يكمل المسيرة؛ ولكن، مع وجود بعض الأخطاء الصغيرة، تمكن من العبور خلال الأحزمة الإشعاعية، محافظًا علي جزء كبير منه وذلك بسبب حقيقة أن الغلاف المغناطيسي للمشتري قد «تمايل» قليلاً إلي أعلي عند هذه النقطة، مبتعدًا عن المركبة الفضائية. ولكن، خسرت بيونير 11 معظم صور آيو، لأن الإشعاع قد تسبب في تلقي مقياس استقطاب التصوير الضوئي العديد من الأوامر الزائفة. كان علي المركبة الفضائية فوياجير التالية والمتقدمة أكثر من الناحية التكنولوجية أن يعاد تصميمها للتصدي إلي المستويات الإشعاعية الهائلة.
وصلا فوياجير 1 و 2 إلي المشتري في 1979-1980 وسافرا تقريبًا في سطحه الاستوائي. كانت فوياجير 1، التي مرت خلال 5 RJ من مركز الكوكب، الأولي لتواجه نتوء البلازما التابع لآيو. عبرت فوياجير 2 خلال 10 RJ، واكتشفت القطاع الحالي في السطح الاستوائي. كان أوليسيس المسبار التالي الذي اقترب من المشتري عام 1992، واستقصي عن الغلاف المغناطيسي القطبي للكوكب.
دارت المركبة الفضائية غاليليو حول المشتري من عام 1995 إلي 2003، مقدمة تغطية شاملة للحقل المغناطيسي للمشتري بالقرب من السطح الاستوائي علي مسافات تصل حتي 100 RJ. تشمل المناطق المدروسة علي الذيل المغناطيسي وقطاعي الفجر والغسق للغلاف المغناطيسي. بينما نجح غاليليو في إكمال مسيرته في المحيط الإشعاعي القاسٍ للمشتري، ومازال يعاني بعض المشاكل التقنية القليلة. وخاصةً، مدوار المركبة الفضائية الذي يُظهر دائمًا زيادة الأخطاء. حدثت الأقواس الكهربائية مرات عديدة بين الأجزاء الدورية وغير الدورية بالمركبة الفضائية، مؤدية إلي دخولها الوضع الآمن، والذي يؤدي إلي خسارة كاملة في البيانات من المدارات السادسة عشرة والثامنة عشرة والثلاثة وثلاثون. تسبب أيضًا الإشعاع في إزاحات طورية في مذبذب كوارتزي المستقر جدًا التابع لغاليليو.
عندما حلقت المركبة الفضائية كاسيني بجانب كوكب المشتري عام 2000، أجرت قياسات منظمة مع غاليليو. كانت أخر مركبة فضائية تزور المشتري هي نيوهورايزونز في 2007، التي قامت بعمل استكشاف فريد للذيل المغناطيسي لجوفيان، الذي يسافر بمسافة تقدر 2500 RJ علي طوله. تظل تغطية الغلاف المغناطيسي للمشتري أكثر فقرًا من تغطية الحقل المغناطيسي لكوكب الأرض. الانبعاثات المستقبلية (جونو، على سبيل المثال) مهمة لمزيد من الفهم لديناميكا الغلاف المغناطيسي لجوفيان.
في عام 2003، أجرت وكالة ناسا دراسة تصورية سميت ب«الاستكشاف البشري للكواكب الخارجية» (هوب)، فيما يتعلق بالاسنكشاف البشري في المستقبل للنظام الشمسي الخارجي. وقد طرحت إمكانية بناء قاعدة سطحية علي كاليستو، بسبب المستويات الإشعاعية المنخفضة علي المسافة بين القمر والمشتري، بالإضافة إلي استقراره الجيولوجي. كاليستو هو الوحيد من أقمار غاليليو التابعة للمشتري الذي تلائمه الاستكشافات البشرية. المستويات الإشعاعية المؤينة علي آيو، وأوروبا، وغانيميد مؤذية لحياة الإنسان، ولم يتم بعد وضع تدابير وقائية كافية.

## الملاحظات
1. ↑  لا ينبغي الخلط بين القطبين الشمالي والجنوبي لثنائي قطب كوكب الأرض مع القطب المغناطيسي الشمالي والقطب المغناطيسي الجنوبي لكوكب الأرض، اللذين يقعا في نصف الكرة الشمالي ونصف الكرة الجنوبي، علي التوالي.
2. ↑  يتناسب العزم المغناطيسي مع ناتج قوة الحقل الاستوائي ومكعب نصف قطر كوكب المشتري، الذي يساوي 11 مرة أكبر من ذاك التابع لكوكب الأرض.
3. ↑  علي سبيل المثال، تغير التوجه السمتي لثنائي القطب بأقل من 0.01°.
4. ↑  لا ينبغي الخلط بين التيار المباشر في الغلاف المغناطيسي لجوفيان مع التيار المباشر المستخدم في الدوائر الكهربائية. الأخير هو عكس التيار المتناوب.
5. ↑  الطبقة المؤينة لجوفيان هي مصدر آخر هام للبروتونات.
6. ↑  قد يكون لكاليستو أيضًا بقعة؛ ولكن ستكون غير قابلة للرصد لأنها ستتفق مع البيضاوية الشفقية الرئيسة.
7. ↑  الدام غير التابع لآيو أكثر ضعفًا من دام آيو، وهو ذيل عالي التردد التابع لانبعاثات هوم.
8. ↑  يوجد رنين لورنتز بين السرعة المدارية للجزيئة والمدة الدورية للغلاف المغناطيسي للكوكب. إذا كانت نسبة تردداتهم الزاوية m:n (عدد كسري) إذًا يطلق عليه العلماء رنين لورنتز m:n. وبالتالي، في حالة الرنين 3:2، تدور الجزيئة التي توجد علي مسافة حوالي 1.71 RJ من كوكب المشتري ثلاثة دورانات حول المشتري، بينما يدور الحقل المغناطيسي للكوكب دورتان.
9. ↑  تحمل بيونير 10 المقياس المغناطيسي، الذي يقوم بقياس الحقل المغناطيسي للمشتري مباشرةً لناقلات غاز الهليوم. قدمت أيضًا المركبة الفضائية ملاحظات عن البلازما والجزيئات النشطة.

## اقرأ أيضًا
- مغناطيسية أرضية